# Letargia

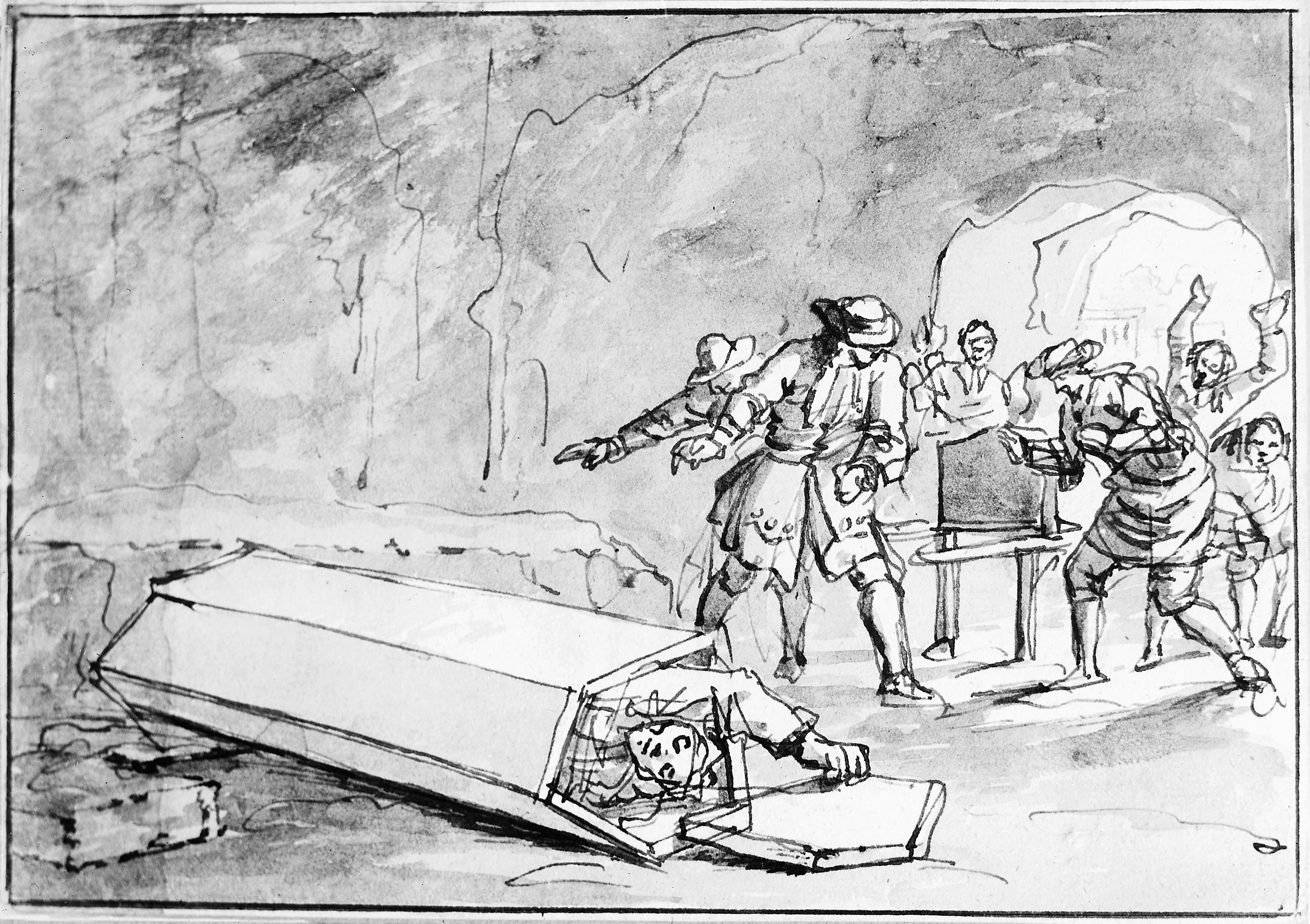
Antoine Marie, apotecaria a Roma, sopraffatta dalla letargia, sepolta, apparentemente morta, nel 1696

La letargia è la predisposizione a sonno continuo, a reazioni psichiche ridotte e mancata risposta ai normali stimoli. È annoverata tra gli effetti delle sostanze alcoliche e dagli effetti "rebound-paradossi" delle anfetamine.